# Liste der Monuments historiques in Fagnon
Die Liste der Monuments historiques in Fagnon führt die Monuments historiques in der französischen Gemeinde Fagnon auf.

## Liste der Immobilien
| Bezeichnung                          | Beschreibung | Standort                  | Kennzeichnung | Schutzstatus | Datum | Bild           |
| ------------------------------------ | --- | ------------------------- | ------------- | ------------ | ----- | -------------- |
| Kloster Notre-Dame de Sept-Fontaines | Prämonstratenserkloster, 1129 gegründet, nach Kriegszerstörungen 1698 schlossartig neu aufgebaut, nach der Französischen Revolution aufgehoben und als Nationalgut versteigert, heute Golfhotel | nördlich des Ortes (Lage) | PA00078436    | Inscrit      | 1980  | weitere Bilder |

## Liste der Objekte
| Bezeichnung                  | Beschreibung                                                                                          | Standort                        | Kennzeichnung | Schutzstatus | Datum | Bild |
| ---------------------------- | --- | ------------------------------- | ------------- | ------------ | ----- | ---- |
| Monstranz (1)                | Silber, zwischen 1803 und 1809, von Gabriel-Jacques-André Bompart                                     | in der Kirche St-Nicaise (Lage) | PM08001116    | Inscrit      | 1978  |      |
| Hauptaltar                   | Altartisch und Tabernakel; Marmor, Holz, vergoldet, 18. Jahrhundert                                   | in der Kirche St-Nicaise (Lage) | PM08000843    | Inscrit      | 1974  |      |
| Skulptur Madonna mit Kind    | Holz, farbig gefasst, versilbert und vergoldet, Mitte des 19. Jahrhunderts                            | in der Kirche St-Nicaise (Lage) | PM08000845    | Inscrit      | 1974  |      |
| Kanzel                       | Eichenholz, bemalt, 18. Jahrhundert                                                                   | in der Kirche St-Nicaise (Lage) | PM08000839    | Inscrit      | 1974  |      |
| Taufbecken                   | Kalkstein, 18. Jahrhundert                                                                            | in der Kirche St-Nicaise (Lage) | PM08000840    | Inscrit      | 1974  |      |
| Skulptur Heiliger Nicasius   | Kalkstein, farbig gefasst, versilbert und vergoldet, 18. Jahrhundert                                  | in der Kirche St-Nicaise (Lage) | PM08000842    | Inscrit      | 1974  |      |
| Gemälde Verklärung des Herrn | Ölfarbe auf Leinwand, zweite Hälfte des 19. Jahrhunderts; Kopie nach Raffael; in der Mairie deponiert | in der Kirche St-Nicaise (Lage) | PM08000841    | Inscrit      | 1974  |      |
| Kelch                        | Metall, versilbert, Silber, vergoldet, zwischen 1798 und 1809; in der Mairie deponiert                | in der Kirche St-Nicaise (Lage) | PM08001115    | Inscrit      | 1978  |      |
| Monstranz (2)                | Silber, Metall, vergoldet, Anfang des 19. Jahrhunderts, von Carl Weihinger                            | in der Kirche St-Nicaise (Lage) | PM08000185    | Classé       | 1978  |      |
| Zwei Seitenaltäre            | Kalkstein, bemalt, 18. Jahrhundert                                                                    | in der Kirche St-Nicaise (Lage) | PM08000844    | Inscrit      | 1974  |      |
| Monstranz (3)                | Metall, versilbert und vergoldet, erste Hälfte des 19. Jahrhunderts                                   | in der Kirche St-Nicaise (Lage) | PM08001117    | Inscrit      | 1978  |      |